# Anna-Lisa Lindzén
Anna Elisabet "Anna-Lisa" Lindzén, född 12 oktober 1888 i Stockholm, död 3 juni 1949 på samma plats, var en svensk operettsångare och skådespelare. 

## Biografi
Lindzén scendebuterade 1911 som Rose i Kyska Susanna på Oscarsteatern. Hon var därefter engagerad på Operett-teatern 1909–1910 och hos Albert Ranft 1911–1917 samt i Finland. 
Hon var syster till skådespelaren Hildegard Lindzén och var 1926–1933 gift med överstelöjtnant Max Helge Sawonius i Helsingfors. 

## Filmografi
- 1917 – Alexander den Store
- 1924 – Den förgyllda lergöken

## Teater

### Roller (ej komplett)
| År   | Roll           | Produktion                                                      | Regi        | Teater        |
| ---- | -------------- | --------------------------------------------------------------- | ----------- | ------------- |
| 1911 | Rose           | Kyska Susanna Jean Gilbert och Georg Okonkowski                 |             | Oscarsteatern |
| 1912 | Yvonne         | Gri-Gri Paul Lincke, Heinrich Bolten-Baeckers och Jules Chancel | Emil Linden | Oscarsteatern |
| 1915 | Fröken Tralala | Fröken Tralala Jean Gilbert, Georg Okonkowski och Leo Leipziger |             | Folkteatern   |

## Bilder

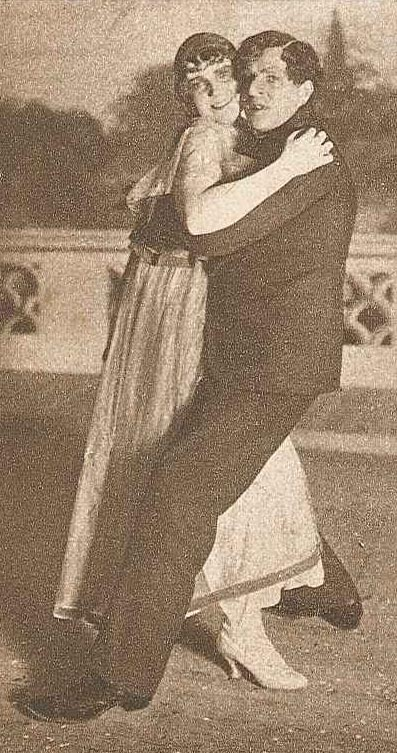
Anna-Lisa Lindzén med en okänd motspelare i numret Grünewalds-onestep i Emil Norlanders revy Stockholmsjobb på Södra teatern nyåret 1916.